# Igrzyska olimpijskie młodzieży
Igrzyska olimpijskie młodzieży (ang. Youth Olympic Games) – międzynarodowe zawody sportowe dla młodzieży od lat 14 do 18 organizowane przez Międzynarodowy Komitet Olimpijski. Pomysł imprezy przedstawił w 2001 roku Jacques Rogge. 6 lipca 2007 roku członkowie MKOL, na 119 sesji w Gwatemali, potwierdzili organizację młodzieżowej wersji igrzysk olimpijskich. Zawody odbywają się w cyklu czteroletnim począwszy od roku 2010 (igrzyska letnie) i 2012 (igrzyska zimowe). MKOL zarządził, aby w zawodach letnich mogło brać udział maksymalnie 3600 osób, a w zimowych 970. W programie letnich igrzysk znajduje się 26 dyscyplin sportowych.

## Igrzyska

### Igrzyska letnie
| Edycja | Rok  | Gospodarz    | Reprezentacje | Zawodnicy | Dyscypliny | Konkurencje | Data                | Najlepsza reprezentacja |                   |
| ------ | ---- | ------------ | ------------- | --------- | ---------- | ----------- | ------------------- | ----------------------- | ----------------- |
| I      | 2010 | Singapur     | 204           | 3 531     | 26         | 184         | 14 – 26 sierpnia    | Chiny                   | [ 2 ]             |
| II     | 2014 | Nankin       | 203           | 3 579     | 28         | 222         | 16 – 28 sierpnia    | Chiny                   | [ 3 ]             |
| III    | 2018 | Buenos Aires | 206           | 3 997     | 32         | 239         | 6 – 18 października | Rosja                   | [ 4 ] [ 5 ] [ 6 ] |
| IV     | 2026 | Dakar        |               |           | 35         | 244         | TBA                 |                         | [ 7 ] [ 8 ]       |
| V      | 2030 |              |               |           |            |             |                     |                         |                   |

### Igrzyska zimowe
| Edycja | Rok  | Gospodarz   | Reprezentacje | Zawodnicy | Dyscypliny | Konkurencje | Data                   | Najlepsza reprezentacja |               |
| ------ | ---- | ----------- | ------------- | --------- | ---------- | ----------- | ---------------------- | ----------------------- | ------------- |
| I      | 2012 | Innsbruck   | 69            | 1 059     | 15         | 63          | 13 – 22 stycznia       | Niemcy                  | [ 9 ]         |
| II     | 2016 | Lillehammer | 71            | ~1 100    | 15         | 70          | 26 lutego – 6 marca    | Stany Zjednoczone       | [ 10 ] [ 11 ] |
| III    | 2020 | Lozanna     | 79            | 1 788     | 16         | 81          | 10 – 22 stycznia       | Rosja                   | [ 12 ]        |
| IV     | 2024 | Gangwon     | 78            | 1 802     | 15         | 81          | 19 stycznia - 1 lutego | Włochy                  | [ 13 ]        |
| V      | 2028 |             |               |           |            |             |                        |                         |               |

### Dyscypliny
Liczby w tabeli oznaczają liczbę konkurencji rozgrywanych w ramach danej dyscypliny.
| Dyscypliny                | Dyscypliny                | 2010 | 2014 | 2018 | 2026 |
| ------------------------- | ------------------------- | ---- | ---- | ---- | ---- |
| Badminton                 |                           | 2    | 3    | 3    |      |
| Baseball5                 |                           |      |      |      |      |
| Boks                      |                           | 11   | 13   | 13   |      |
| Breakdance                |                           |      |      | 3    |      |
| Futsal                    |                           |      |      | 2    |      |
|                           |                           |      |      |      |      |
| Gimnastyka akrobatyczna   |                           |      |      | 1    |      |
| Gimnastyka artystyczna    |                           | 12   | 12   | 12   |      |
| Gimnastyka mix dyscyplin  | Gimnastyka mix dyscyplin  |      |      | 1    |      |
| Gimnastyka sportowa       |                           | 2    | 2    | 1    |      |
| Skoki na trampolinie      |                           | 2    | 2    | 2    |      |
|                           |                           |      |      |      |      |
| Golf                      |                           |      | 3    | 3    |      |
| Hokej na trawie           |                           | 2    | 2    | 2    |      |
| Jeździectwo               |                           | 2    | 2    | 2    |      |
| Judo                      |                           | 9    | 9    | 9    |      |
|                           |                           |      |      |      |      |
| Kajakarstwo górskie       |                           | 3    | 4    | 4    |      |
| Kajakarstwo regatowe      |                           | 3    | 4    | 4    |      |
|                           |                           |      |      |      |      |
| Karate                    |                           |      |      | 6    |      |
|                           |                           |      |      |      |      |
| BMX                       |                           | 1    | 1    | 2    |      |
| Kolarstwo górskie         |                           | 1    | 1    |      |      |
| Kolarstwo szosowe         |                           | 1    | 1    | 2    |      |
| Kolarstwo torowe          |                           | 1    |      |      |      |
|                           |                           |      |      |      |      |
| Koszykówka 3x3            |                           | 2    | 4    | 4    |      |
| Lekkoatletyka             |                           | 36   | 37   | 36   |      |
| Łucznictwo                |                           | 3    | 3    | 3    |      |
| Pięciobój nowoczesny      |                           | 3    | 3    | 3    |      |
| Piłka nożna               |                           | 2    | 2    |      |      |
|                           |                           |      |      |      |      |
| Piłka ręczna              |                           | 2    | 2    |      |      |
| Piłka ręczna plażowa      |                           |      |      | 2    |      |
|                           |                           |      |      |      |      |
| Podnoszenie ciężarów      |                           | 11   | 11   | 12   |      |
| Rugby siedmioosobowe      |                           |      | 2    | 2    |      |
|                           |                           |      |      |      |      |
| Siatkówka halowa          |                           | 2    |      |      |      |
| Siatkówka plażowa         |                           |      | 2    | 2    |      |
|                           |                           |      |      |      |      |
| Pływanie                  |                           | 34   | 36   | 36   |      |
| Skoki do wody             |                           | 4    | 5    | 5    |      |
|                           |                           |      |      |      |      |
| Strzelectwo               |                           | 4    | 6    | 6    |      |
| Szermierka                |                           | 7    | 7    | 7    |      |
| Taekwondo                 |                           | 10   | 10   | 10   |      |
| Tenis stołowy             |                           | 3    | 3    | 3    |      |
| Tenis ziemny              |                           | 4    | 5    | 5    |      |
| Triathlon                 |                           | 3    | 3    | 3    |      |
| Wioślarstwo               |                           | 4    | 4    | 4    |      |
| Wrotkarstwo szybkie       |                           |      |      | 2    |      |
| Wspinaczka sportowa       |                           |      |      | 2    |      |
| Zapasy                    |                           | 14   | 14   | 15   |      |
| Żeglarstwo                |                           | 4    | 4    | 5    |      |
| Łączna liczba konkurencji | Łączna liczba konkurencji | 201  | 22   | 239  |      |

| Dyscypliny                | Dyscypliny                | 2012 | 2016 | 2020 | 2024 | 2028 |
| ------------------------- | ------------------------- | ---- | ---- | ---- | ---- | ---- |
|                           | Biathlon                  | 5    | 6    | 6    | 6    |      |
|                           | Biegi narciarskie         | 5    | 6    | 7    | 5    |      |
|                           | Bobsleje                  | 2    | 2    | 2    | 2    |      |
|                           | Curling                   | 2    | 2    | 2    | 2    |      |
|                           | Hokej na lodzie           | 4    | 4    | 4    | 4    |      |
|                           | Kombinacja norweska       | 1    | 1    | 3    | 3    |      |
|                           | Łyżwiarstwo figurowe      | 5    | 4    | 5    | 5    |      |
|                           | Łyżwiarstwo szybkie       | 8    | 7    | 7    | 7    |      |
|                           | Narciarstwo alpejskie     | 9    | 9    | 9    | 9    |      |
|                           | Narciarstwo dowolne       | 4    | 7    | 8    | 12   |      |
|                           | Saneczkarstwo             | 4    | 4    | 5    | 5    |      |
|                           | Short track               | 5    | 5    | 5    | 7    |      |
|                           | Skeleton                  | 2    | 2    | 2    | 2    |      |
|                           | Skialpinizm               |      |      | 5    |      |      |
|                           | Skoki narciarskie         | 3    | 4    | 3    | 3    |      |
|                           | Snowboarding              | 4    | 7    | 8    | 9    |      |
| Łączna liczba konkurencji | Łączna liczba konkurencji | 63   | 70   | 81   | 81   |      |

## Slogany Igrzysk Olimpijskich Młodzieży
- Singapur 2010 – Płonący szlak (ang. Blazing the Trail)
- Innsbruck 2012 – Bądź częścią tego (ang. Be part of it; niem. Teil sein ist alles)
- Nankin 2014 – Dziel się Igrzyskami, dziel się naszymi marzeniami (ang. Share the Games, Share our dreams; chiń. 分享青春, 共筑未来, fēnxiǎng qīngchūn, gòng zhù wèilái)
- Lillehammer 2016 – Idź w przyszłość, stwórz jutro (ang. Go beyond. Create tomorrow.; nor. Spreng grenser. Skap morgendagen)
- Buenos Aires 2018 – Poczuj przyszłość (ang. Feel the future; hisz. Viví el futuro)
- Lozanna 2020 – Zacząć teraz (ang. Start Now)
- Gangwon 2024 – Zróbmy to razem (ang. Let's Make It Together. kor. 같이합시다, gat-ihabsida)